# Claus Haagen Jensen
Claus Peter Haagen Jensen (født 27. december 1937, død 2. april 2018) var en dansk jurist og professor ved Center for kreditret og kapitalmarkedsret under Copenhagen Business School. Hans forskningsområder er forvaltningsret, statsret, kommunalret, EU-ret, miljøret, arbejdsret, og menneskerettigheder. Han var en flittig debattør i medierne.
Han blev cand.jur. 1963. Tidligere var han professor ved Aalborg Universitet. Han er medlem af Forum for retssikkerhed. I 1997 blev han Ridder af Dannebrog.
I 2007 udkom på hans 70-års fødselsdag Festskrift til Claus Haagen Jensen på Djøf Forlag.
Claus Haagen Jensen fejrede sin 80 års fødselsdag i december 2017, men døde i april 2018.